# Frederick Richards
Sir Frederick Richards (30. listopadu 1833, Ballyhally, Irsko – 28. září 1912, Horton Court, Gloucestershire, Anglie) byl britský admirál. V Royal Navy sloužil od roku 1848, zúčastnil se válek v koloniích, později zastával velitelské posty v různých částech britské koloniální říše. V letech 1893–1899 zastával funkci prvního námořního lorda a v roce 1898 dosáhl nejvyšší možné hodnosti velkoadmirála.

## Životopis
Pocházel z Irska, narodil se jako mladší syn kapitána Edwina Richardse (1791–1866). Po studiu na námořní škole vstoupil do Royal Navy v roce 1848 jako kadet. Nejprve sloužil v Tichém oceánu a u břehů Austrálie, poté se zúčastnil druhé opiové války a v roce 1866 dosáhl hodnosti kapitána. Sloužil u břehů Indie a od roku 1873 velel bitevní lodi HMS Devastation, jednomu z prvních válečných plavidel bez plachet s parním pohonem. S touto lodí byl v roce 1874 převelen do Středozemního moře, později se byl jmenován komodorem (1878) a velel u břehů západní Afriky a na Mysu Dobré naděje. V roce 1879 významně přispěl k vítězství ve válce proti Zulům, načež byl jmenován námořním pobočníkem královny Viktorie a obdržel Řád lázně (1879). Později se zúčastnil první búrské války a v roce 1881 byl jako nositel rytířského kříže Řádu lázně povýšen do šlechtického stavu s titulem Sir.
V roce 1882 byl povýšen do hodnosti kontradmirála, téhož roku byl jmenován čtvrtým námořním lordem (Junior Naval Lord). V letech 1885–1888 byl vrchním velitelem u břehů Indie (East Indies Station) a v této funkci zasáhl do třetí války s Barmou. Po návratu do Anglie byl pověřen prošetřením rozmístěním lodí Royal Navy a jejich možnostem čelit útoku dvou námořních mocností (tzv. standard dvou sil a navazující zákon o námořní obraně z roku 1889). V roce 1888 byl povýšen na viceadmirála a v letech 1890–1892 zastával funkci vrchního velitele u břehů Číny (China Station). V červnu 1892 byl jmenován druhým námořním lordem a v roce 1893 dosáhl hodnosti admirála. Nakonec v letech 1893–1899 zastával funkci prvního námořního lorda. V této době prosazoval zvýšené aktivity v námořním zbrojení a výstavbě nových bitevních lodí i za cenu vysokých nákladů. Zatímco s liberálním premiérem Gladstonem se kvůli financování Royal Navy dostal do sporu, následující premiéři hrabě Rosebery a markýz Salisbury jeho úsilí podporovali. V roce 1895 obdržel velkokříž Řádu lázně a v roce 1898 dosáhl nejvyšší možné hodnosti velkoadmirála (Admiral of the Fleet). V roce 1899 odešel do výslužby.
V roce 1866 se oženil s Lucy Fayle Brooke (1818–1880), dědičkou Fitzherberta Brooke. Součástí jejího dědictví byl zámek Horton Court v hrabství Gloucestershire, který admirál Richards nechal v roce 1884 přestavět a později se zde trvale usadil.
Po admirálu Richardsovi bylo pojmenováno město Richards Bay v dnešní Jihoafrické republice, zřízené původně jako provizorní přístav během britsko-zulské války v roce 1879.